# バーミンガム・ダービー
バーミンガム・ダービー(英語: Birmingham derby)は、イングランドのバーミンガム市に本拠地を置くふたつのサッカークラブ、アストン・ヴィラFCとバーミンガム・シティFCの対戦のことである。バーミンガム市がイギリス第2の人口を持つ都市であることから、イギリス国内ではセカンドシティ・ダービー(英語: Second City derby)と呼ばれることが多く、バーミンガム市が所在する地域名からウェストミッドランド・ダービー(英語: West Midlands derby)とも呼ばれる。特に断りがない限り、この項ではアストン・ヴィラFCをヴィラ、バーミンガム・シティFCをバーミンガム、自治体としてのバーミンガムをバーミンガム市と表記する。
両クラブが異なるディビジョンに所属しており対戦の機会がなかった1988年から2002年を除き、一般的には両クラブは互いを最大のライバルと見なしている。対戦がなかった期間は、ヴィラの最大のローカルライバルはコヴェントリー・シティFCであり、バーミンガムの重要なローカルライバルはウルヴァーハンプトン・ワンダラーズFCとウェスト・ブロムウィッチ・アルビオンFCであった。両クラブとも教会の信者によって結成されたクラブ（ヴィラはメソジスト派、バーミンガムは様々な宗派）であるが、現在では宗教的背景は消し去られている。ヴィラの支持層は市北部郊外在住の中産階級が多く、バーミンガムの支持層は市南部や東部在住の労働者階級が多いとされることがある。

### 両クラブのリーグ戦での成績

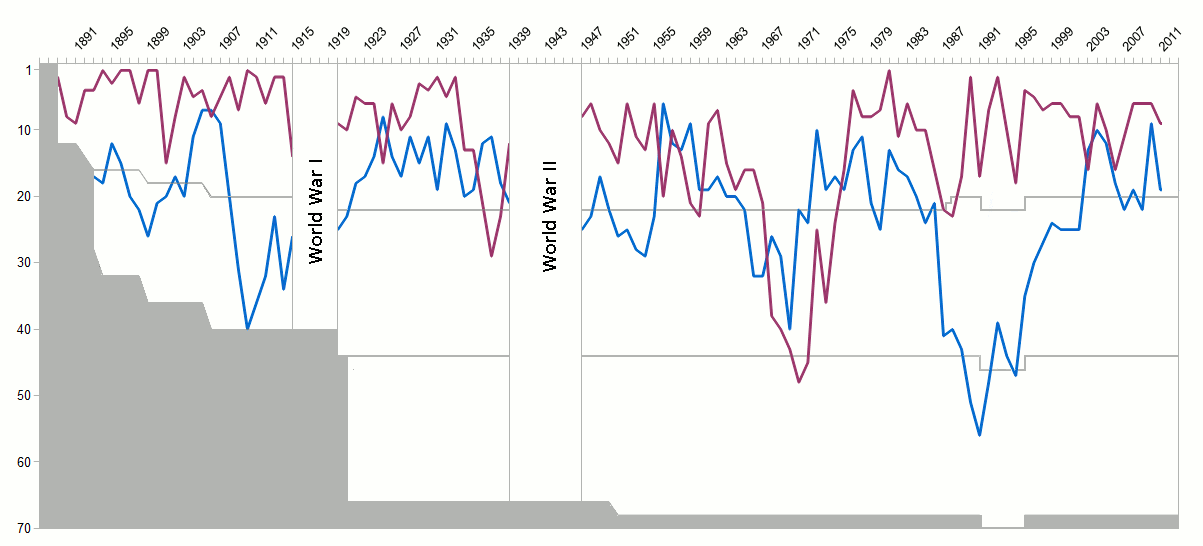
両クラブのリーグ戦での成績一覧（臙脂:ヴィラ、青:バーミンガム）

## 歴史

### 第二次大戦前の対戦
両クラブは1879年9月27日に初対戦したが、バーミンガムはまだスモール・ヒース・アリアンス(Small Heath Alliance)という名称であった。この試合はスモール・ヒースのマンツ・ストリート・グラウンドで行われ、格下とみなされていたスモール・ヒースが1-0で勝利した。1887年、ウェリントン・ロードで行われたFAカップ2回戦で両者が対戦し、ヴィラが4-0で勝利してダービーにおける初勝利を挙げた。リーグ戦での初顔合わせは1894-95シーズンであり、ヴィラが2-1で勝利した。第一次世界大戦勃発前までにヴィラは6度のリーグ優勝・5度のFAカップ優勝を飾り、バーミンガム市のみならずイギリス中で人気のあるクラブだった。1925年にヴィラ・パークで行われたリーグ戦では、試合終了11分前の時点でホームチームが3-0で勝利していたが、試合終盤にバーミンガムが立て続けに得点してドラマチックな引き分けに持ち込んだ。1926年にはヴィラがトム・ウォリング(Tom Waring)と契約して新聞の一面を飾り、彼がリザーブチームで初出場したバーミンガムとのリザーブ戦には23,000人もの観客が集まった。

### 第二次大戦後の対戦
1962-63シーズンに両者がフットボールリーグカップ決勝で激突した試合は特に重要な対戦に数えられる。このシーズンのリーグ戦ではヴィラが4-0で完勝していたが、リーグカップではバーミンガムが2試合合計3-1でダービーを制し、クラブ初の主要タイトルを獲得した。1970年代後半から1980年代前半の両クラブはファースト・ディヴィジョン（1部）が定位置であり、両クラブともにクラブ史に残る好成績を残した。1980-81シーズンはヴィラがバーミンガムに2連勝し、さらにリーグ優勝を飾った。1981-82シーズンにはヴィラがUEFAチャンピオンズカップで優勝したが、1982-83シーズン最初の対戦ではバーミンガムが3-0で勝利した。1980年代中盤には両クラブは急速に衰退していった。1986年3月にヴィラ・パークで行われた試合ではバーミンガムが3-0で勝利したが、バーミンガムはシーズン終了後に降格し、ヴィラも翌シーズン終了後にライバルに続いて降格した。両者がセカンド・ディヴィジョン（2部）に在籍していた1987-88シーズン、ヴィラ・パークで行われた試合ではバーミンガムが2-1で勝利したが、セント・アンドルーズで行われた試合ではガリー・トンプソンの2得点でヴィラが2-1で勝利した。1988-89シーズンのフットボールリーグカップでは1980年代のカップ戦を通じて初めて両者が激突し、ヴィラが2試合合計7-0で圧勝した。

### プレミアリーグ開始後
1992年にプレミアリーグが創設されたが、両者はリーグ戦で対戦する前に1993-94シーズンのフットボールリーグカップ2回戦で対戦した。セント・アンドルーズでのファーストレグではジョン・フレインのPKをマーク・ボスニッチ(Mark Bosnich)が止めて0-0の均衡が続いたが、ケヴィン・リチャードソン(Kevin Richardson)が決勝点を決めてヴィラが1-0で勝利した。ヴィラ・パークでのセカンドレグではヴィラのディーン・ソーンダースの決勝点とバーミンガムのポール・タイトの退場がハイライトとなった。2試合合計2-0で勝利したヴィラはその後も勝ち進み、決勝でマンチェスター・ユナイテッドFCを破って4度目の優勝を飾った。バーミンガムが2002年にプレミアリーグに昇格したため、2002-03シーズンには両サポーターが熱望していたリーグ戦でのダービーが15年ぶりに開催され、バーミンガムが2勝（3-0、2-0）した。2002年9月16日の対戦はバーミンガムが3-0で勝利したが、バーミンガムが得点する度にサポーターがグラウンドになだれ込み、3度も試合が中断した。サポーターの侵入を許したバーミンガムには2万5000ドルの制裁金が科せられ、治安紊乱罪で2人のサポーターに実刑判決が下された。2003年3月にヴィラ・パークで行われた試合では、試合前に観客が暴動を起こすほどの熱気を持ち、ヴィラのディオン・ダブリン（バーミンガムのロビー・サヴェージに頭突きして退場）とジョーイ・グジョンション（マシュー・アップソンに無謀な両足タックルをかまして退場）の2選手が退場処分を受けたほか、試合後にはスタジアム外のWitton Laneでもトラブルが発生し、両サポーターを隔てようとした警官に投石が行われた。また、このシーズンはホーム&アウェーどちらの試合でもヴィラのGKペテル・エンケルマンがミスを犯している。2003-04シーズンのリーグ戦は2試合とも引き分けに終わった。2-2となった試合ではヴィラが2点のリードを築いていたが、ロスタイムのスターン・ジョンの得点などでバーミンガムが2-2の引き分けに持ち込んだ。どちらの試合も酒に酔ったサポーターの衝突を防ぐためにお昼時間にキックオフされ、盛り上がりには欠けたものの意図は達成された。2004-05シーズンはバーミンガムが勝利を取り戻した。2004年のクリスマス直前にヴィラ・パークで行われた試合は2-1でバーミンガムが勝利し、2005年3月に行われた試合では2-0でやはりバーミンガムが勝利した。直接的に敗北という結果につながったかどうか議論の残るところではあるが、どちらの試合でもヴィラのGKトーマス・セーレンセンがミスを犯している。2005-06シーズン最初の対戦ではケヴィン・フィリップスの得点でヴィラがバーミンガムを破った。2006年4月16日（イースター・サンデー）に行われた2度目の対戦ではミラン・バロシュの2得点とガリー・ケーヒルのバイシクルシュートでヴィラが3-1で勝利した。バーミンガムはシーズン終了後にフットボールリーグ・チャンピオンシップ（実質2部）降格となったが、1シーズンでプレミアリーグに復帰した。
2007年11月14日のセント・アンドルーズでの対戦はヴィラが2-1で勝利し、ダービーでの3連勝を決めた。かつてヴィラに所属した経験のあるリアム・リッジウェルがオウンゴールを喫してヴィラが1-0でリードし、ミカエル・フォルセルの得点でバーミンガムが追いついたが、ヴィラのガブリエル・アグボンラホールがヘディングで決勝点を決めた。試合後のグラウンド外では両クラブのサポーターが衝突し、20人以上の警官が負傷した。2008年4月20日にヴィラ・パークで行われたダービーはヴィラの5-1の勝利に終わり、過去40年間のリーグ戦で最大の得点差が付いた試合となった。ヴィラは2009-10シーズンに行われた2試合のダービーにも連勝した。2009年9月13日にセント・アンドルーズで行われた試合は、アグボンラホールが決勝点を決めて1-0で勝利し、ヴィラ・パークで行われた試合はジェイムズ・ミルナーの決勝点でやはり1-0で勝利した。2008-09シーズンと2009-10シーズンは、4試合のうち3試合で80分を過ぎてからヴィラの選手が決勝点を挙げて勝利した。それまでのヴィラの連勝記録は1987年から1993年に達成された6連勝であったが、2010年4月25日にヴィラが本拠地で1-0と勝利し、17年前に達成された連勝記録に並んだ。同年10月31日の対戦はスコアレスドローに終わり、2005年から続いていたヴィラの連勝は6で途切れた。ヴィラ・パークで行われたこの試合と12月1日にセント・アンドルーズで行われた試合では両クラブのサポーターとフーリガン集団が衝突して多数の逮捕者が出た。ヴィラ・パークでの試合ではスタジアムの外で暴力が見られ、バーミンガムのクラブチーフを含む数人が逮捕された。セント・アンドルーズで行われた試合はバーミンガムが2-1で勝利し、試合後にはバーミンガムのサポーターがグラウンド上に乱入してヴィラのサポーターと向かい合った。これらは暴力沙汰に発展し、座席が引き剥がされたほか、ヴィラのサポーターがバーミンガムのサポーター席に向かって物が投げられた。試合前と試合後にはヴィラのフーリガンがバーミンガムのサポーターズ・パブを襲撃し、試合は両クラブのサポーターによって「交戦地帯」と表現される始末であった。サポーターを制御できなかったとして、バーミンガムにはイングランドサッカー協会(FA)から40万ポンドの罰金が科せられた。2011年4月10日、BBCによるポリス・アカデミーUKというドキュメンタリー番組でバーミンガム市が特集され、2010年12月1日のダービーにおける暴力行為が放映された。
2011年6月17日、バーミンガムのアレックス・マクリーシュ(Alex McLeish)監督がヴィラに引き抜かれ、イングランド中に衝撃を与えた。マクリーシュ監督は2011年2月にバーミンガムに初タイトルをもたらしたため、バーミンガムのサポーターはライバルクラブに移籍した監督の裏切り行為に激怒し、その一方でヴィラのサポーターはライバルクラブを率いていた監督の就任に困惑した。アメリカ人のランディ・ラーナー会長がマクリーシュ監督と接触した際には、何百人ものヴィラのサポーターがヴィラ・パークでラーナー会長に対する抗議を行った。ヴィラ監督就任後、マクリーシュ監督は両クラブのサポーターから死の脅迫を受けた。論争をもたらした監督の移籍騒動は両クラブの選手、サポーター、オーナーの間の緊張感や敵意を増幅させ、さらにバーミンガムのディレクターはヴィラが不正な引き抜きを行ったとして法的行動を取る覚悟があると迫った。マクリーシュ監督はまだバーミンガムとの契約下にある6月12日に辞任を発表していた。マクリーシュ監督はバーミンガムからヴィラに直接移籍した初の監督となった。

## 対戦一覧
| ヴィラ勝利 | 引き分け | バーミンガム勝利 |

| 日時           | 場所                 | スコア | 大会                       | 観客数 |
| -------------- | -------------------- | ------ | -------------------------- | ------ |
| 1894年9月1日   | ウェリントン・ロード | 2-1    | ファースト・ディヴィジョン | 20,000 |
| 1895年9月7日   | ウェリントン・ロード | 7-3    | ファースト・ディヴィジョン | 13,000 |
| 1901年12月26日 | ヴィラ・パーク       | 1-0    | ファースト・ディヴィジョン |        |
| 1904年1月16日  | ヴィラ・パーク       | 1-1    | ファースト・ディヴィジョン |        |
| 1904年10月29日 | ヴィラ・パーク       | 2-1    | ファースト・ディヴィジョン |        |
| 1906年1月20日  | ヴィラ・パーク       | 1-3    | ファースト・ディヴィジョン |        |
| 1906年9月15日  | ヴィラ・パーク       | 4-1    | ファースト・ディヴィジョン |        |
| 1908年1月18日  | ヴィラ・パーク       | 2-3    | ファースト・ディヴィジョン |        |
| 1922年3月11日  | ヴィラ・パーク       | 1-1    | ファースト・ディヴィジョン |        |
| 1923年3月24日  | ヴィラ・パーク       | 3-0    | ファースト・ディヴィジョン |        |
| 1923年9月1日   | ヴィラ・パーク       | 0-0    | ファースト・ディヴィジョン |        |
| 1925年2月14日  | ヴィラ・パーク       | 1-0    | ファースト・ディヴィジョン |        |
| 1925年10月17日 | ヴィラ・パーク       | 3-3    | ファースト・ディヴィジョン |        |
| 1927年3月19日  | ヴィラ・パーク       | 2-4    | ファースト・ディヴィジョン |        |
| 1928年3月17日  | ヴィラ・パーク       | 1-1    | ファースト・ディヴィジョン |        |
| 1928年3月9日   | ヴィラ・パーク       | 1-2    | ファースト・ディヴィジョン |        |
| 1929年8月31日  | ヴィラ・パーク       | 2-1    | ファースト・ディヴィジョン |        |
| 1930年10月18日 | ヴィラ・パーク       | 1-1    | ファースト・ディヴィジョン |        |
| 1931年11月21日 | ヴィラ・パーク       | 3-2    | ファースト・ディヴィジョン |        |
| 1932年10月22日 | ヴィラ・パーク       | 1-0    | ファースト・ディヴィジョン |        |
| 1934年4月14日  | ヴィラ・パーク       | 1-1    | ファースト・ディヴィジョン |        |
| 1934年12月29日 | ヴィラ・パーク       | 2-2    | ファースト・ディヴィジョン |        |
| 1936年3月28日  | ヴィラ・パーク       | 2-1    | ファースト・ディヴィジョン |        |
| 1939年3月4日   | ヴィラ・パーク       | 5-1    | ファースト・ディヴィジョン |        |
| 1938年12月4日  | ヴィラ・パーク       | 0-3    | ファースト・ディヴィジョン |        |
| 1949年12月10日 | ヴィラ・パーク       | 1-1    | ファースト・ディヴィジョン |        |
| 1955年9月5日   | ヴィラ・パーク       | 0-0    | ファースト・ディヴィジョン | 57,690 |
| 1956年10月27日 | ヴィラ・パーク       | 3-1    | ファースト・ディヴィジョン |        |
| 1957年12月21日 | ヴィラ・パーク       | 0-2    | ファースト・ディヴィジョン |        |
| 1958年8月23日  | ヴィラ・パーク       | 1-1    | ファースト・ディヴィジョン |        |
| 1960年10月22日 | ヴィラ・パーク       | 6-2    | ファースト・ディヴィジョン |        |
| 1961年10月28日 | ヴィラ・パーク       | 1-3    | ファースト・ディヴィジョン |        |
| 1963年3月16日  | ヴィラ・パーク       | 4-0    | ファースト・ディヴィジョン |        |
| 1964年2月13日  | ヴィラ・パーク       | 0-3    | ファースト・ディヴィジョン |        |
| 1965年4月12日  | ヴィラ・パーク       | 3-0    | ファースト・ディヴィジョン |        |
| 1967年10月7日  | ヴィラ・パーク       | 2-4    | セカンド・ディヴィジョン   |        |
| 1969年4月12日  | ヴィラ・パーク       | 1-0    | セカンド・ディヴィジョン   |        |
| 1969年10月18日 | ヴィラ・パーク       | 0-0    | セカンド・ディヴィジョン   |        |
| 1975年9月27日  | ヴィラ・パーク       | 2-1    | ファースト・ディヴィジョン |        |
| 1976年9月18日  | ヴィラ・パーク       | 1-2    | ファースト・ディヴィジョン |        |
| 1977年10月1日  | ヴィラ・パーク       | 0-1    | ファースト・ディヴィジョン |        |
| 1979年3月3日   | ヴィラ・パーク       | 1-0    | ファースト・ディヴィジョン |        |
| 1980年12月13日 | ヴィラ・パーク       | 3-0    | ファースト・ディヴィジョン | 41,101 |
| 1981年9月26日  | ヴィラ・パーク       | 0-0    | ファースト・ディヴィジョン |        |
| 1983年4月4日   | ヴィラ・パーク       | 1-0    | ファースト・ディヴィジョン | 45,371 |
| 1983年10月15日 | ヴィラ・パーク       | 1-0    | ファースト・ディヴィジョン |        |
| 1986年3月22日  | ヴィラ・パーク       | 0-3    | ファースト・ディヴィジョン |        |
| 1987年8月22日  | ヴィラ・パーク       | 0-2    | セカンド・ディヴィジョン   |        |
| 2003年3月3日   | ヴィラ・パーク       | 0-2    | プレミアリーグ             | 42,606 |
| 2004年2月22日  | ヴィラ・パーク       | 2-2    | プレミアリーグ             | 40,061 |
| 2004年12月12日 | ヴィラ・パーク       | 1-2    | プレミアリーグ             | 42,606 |
| 2006年4月16日  | ヴィラ・パーク       | 3-1    | プレミアリーグ             | 40,158 |
| 2008年4月20日  | ヴィラ・パーク       | 5-1    | プレミアリーグ             | 42,584 |
| 2010年4月25日  | ヴィラ・パーク       | 1-0    | プレミアリーグ             | 42,584 |
| 2010年10月31日 | ヴィラ・パーク       | 0-0    | プレミアリーグ             | 40,688 |

| 日時           | 場所                 | スコア | 大会                       | 観客数 |
| -------------- | -------------------- | ------ | -------------------------- | ------ |
| 1894年10月20日 | マンツ・ストリート   | 2-2    | ファースト・ディヴィジョン | 14,000 |
| 1895年10月26日 | マンツ・ストリート   | 1-4    | ファースト・ディヴィジョン | 10,000 |
| 1901年10月12日 | マンツ・ストリート   | 0-2    | ファースト・ディヴィジョン |        |
| 1903年9月19日  | マンツ・ストリート   | 2-2    | ファースト・ディヴィジョン |        |
| 1905年2月25日  | マンツ・ストリート   | 0-3    | ファースト・ディヴィジョン |        |
| 1905年9月16日  | マンツ・ストリート   | 2-0    | ファースト・ディヴィジョン |        |
| 1907年1月19日  | セント・アンドルーズ | 3-2    | ファースト・ディヴィジョン |        |
| 1907年9月21日  | セント・アンドルーズ | 2-3    | ファースト・ディヴィジョン |        |
| 1922年3月15日  | セント・アンドルーズ | 1-0    | ファースト・ディヴィジョン |        |
| 1923年3月17日  | セント・アンドルーズ | 1-0    | ファースト・ディヴィジョン |        |
| 1923年8月15日  | セント・アンドルーズ | 3-0    | ファースト・ディヴィジョン |        |
| 1924年10月11日 | セント・アンドルーズ | 1-0    | ファースト・ディヴィジョン |        |
| 1926年2月27日  | セント・アンドルーズ | 2-1    | ファースト・ディヴィジョン |        |
| 1926年10月30日 | セント・アンドルーズ | 1-2    | ファースト・ディヴィジョン |        |
| 1927年11月5日  | セント・アンドルーズ | 1-1    | ファースト・ディヴィジョン |        |
| 1928年10月27日 | セント・アンドルーズ | 2-4    | ファースト・ディヴィジョン |        |
| 1929年12月28日 | セント・アンドルーズ | 1-1    | ファースト・ディヴィジョン |        |
| 1931年2月21日  | セント・アンドルーズ | 0-4    | ファースト・ディヴィジョン |        |
| 1932年4月2日   | セント・アンドルーズ | 1-1    | ファースト・ディヴィジョン |        |
| 1933年3月8日   | セント・アンドルーズ | 3-2    | ファースト・ディヴィジョン |        |
| 1933年12月2日  | セント・アンドルーズ | 0-0    | ファースト・ディヴィジョン |        |
| 1934年8月25日  | セント・アンドルーズ | 2-1    | ファースト・ディヴィジョン |        |
| 1935年11月23日 | セント・アンドルーズ | 2-2    | ファースト・ディヴィジョン | 60,250 |
| 1938年10月29日 | セント・アンドルーズ | 3-0    | ファースト・ディヴィジョン |        |
| 1949年4月30日  | セント・アンドルーズ | 0-1    | ファースト・ディヴィジョン |        |
| 1950年4月29日  | セント・アンドルーズ | 2-2    | ファースト・ディヴィジョン |        |
| 1955年9月21日  | セント・アンドルーズ | 2-2    | ファースト・ディヴィジョン | 32,642 |
| 1957年4月10日  | セント・アンドルーズ | 1-2    | ファースト・ディヴィジョン |        |
| 1957年8月24日  | セント・アンドルーズ | 3-1    | ファースト・ディヴィジョン |        |
| 1958年12月20日 | セント・アンドルーズ | 4-1    | ファースト・ディヴィジョン |        |
| 1961年3月11日  | セント・アンドルーズ | 1-1    | ファースト・ディヴィジョン |        |
| 1962年3月17日  | セント・アンドルーズ | 0-2    | ファースト・ディヴィジョン |        |
| 1962年10月27日 | セント・アンドルーズ | 3-2    | ファースト・ディヴィジョン |        |
| 1964年3月31日  | セント・アンドルーズ | 3-3    | ファースト・ディヴィジョン |        |
| 1965年2月13日  | セント・アンドルーズ | 0-1    | ファースト・ディヴィジョン |        |
| 1968年2月24日  | セント・アンドルーズ | 2-1    | セカンド・ディヴィジョン   |        |
| 1968年9月21日  | セント・アンドルーズ | 4-0    | セカンド・ディヴィジョン   |        |
| 1970年3月30日  | セント・アンドルーズ | 0-2    | セカンド・ディヴィジョン   |        |
| 1976年4月3日   | セント・アンドルーズ | 3-2    | ファースト・ディヴィジョン |        |
| 1977年5月10日  | セント・アンドルーズ | 2-1    | ファースト・ディヴィジョン |        |
| 1978年2月25日  | セント・アンドルーズ | 1-0    | ファースト・ディヴィジョン |        |
| 1979年3月3日   | セント・アンドルーズ | 0-1    | ファースト・ディヴィジョン |        |
| 1980年12月13日 | セント・アンドルーズ | 1-2    | ファースト・ディヴィジョン | 33,879 |
| 1982年2月20日  | セント・アンドルーズ | 0-1    | ファースト・ディヴィジョン |        |
| 1982年12月27日 | セント・アンドルーズ | 3-0    | ファースト・ディヴィジョン | 43,864 |
| 1983年3月31日  | セント・アンドルーズ | 2-1    | ファースト・ディヴィジョン |        |
| 1985年9月7日   | セント・アンドルーズ | 0-0    | ファースト・ディヴィジョン |        |
| 1987年12月12日 | セント・アンドルーズ | 1-2    | セカンド・ディヴィジョン   |        |
| 2002年9月16日  | セント・アンドルーズ | 3-0    | プレミアリーグ             | 29,505 |
| 2003年10月19日 | セント・アンドルーズ | 0-0    | プレミアリーグ             | 29,546 |
| 2005年3月20日  | セント・アンドルーズ | 2-0    | プレミアリーグ             | 29,382 |
| 2005年10月16日 | セント・アンドルーズ | 0-1    | プレミアリーグ             | 29,312 |
| 2007年11月11日 | セント・アンドルーズ | 1-2    | プレミアリーグ             | 26,539 |
| 2009年9月13日  | セント・アンドルーズ | 0-1    | プレミアリーグ             | 25,196 |
| 2011年1月16日  | セント・アンドルーズ | 1-1    | プレミアリーグ             | 22,287 |

### 国内カップ
| 日時           | 場所                 | ホームチーム     | スコア | 大会                     | ラウンド       | 観客数 |
| -------------- | -------------------- | ---------------- | ------ | ------------------------ | -------------- | ------ |
| 1887年11月5日  | ウェリントン・ロード | ヴィラ           | 4-0    | FAカップ                 | 2回戦          |        |
| 1901年3月23日  | マンツ・ストリート   | スモール・ヒース | 0-0    | FAカップ                 | 準々決勝       |        |
| 1901年3月27日  | ヴィラ・パーク       | ヴィラ           | 1-0    | FAカップ                 | 準々決勝再試合 |        |
| 1963年5月23日  | セント・アンドルーズ | バーミンガム     | 3-0    | フットボールリーグカップ | 決勝1stレグ    | 31,850 |
| 1963年5月27日  | ヴィラ・パーク       | ヴィラ           | 0-0    | フットボールリーグカップ | 決勝2ndレグ    | 37,921 |
| 1988年9月27日  | セント・アンドルーズ | バーミンガム     | 0-2    | フットボールリーグカップ | 2回戦1stレグ   |        |
| 1988年10月12日 | ヴィラ・パーク       | ヴィラ           | 5-0    | フットボールリーグカップ | 2回戦2ndレグ   |        |
| 1988年10月12日 | ヴィラ・パーク       | ヴィラ           | 6-0    | Simod Cup                | 1回戦          | 8,234  |
| 1993年9月21日  | セント・アンドルーズ | バーミンガム     | 0-1    | フットボールリーグカップ | 2回戦1stレグ   | 27,815 |
| 1993年10月6日  | ヴィラ・パーク       | ヴィラ           | 1-0    | フットボールリーグカップ | 2回戦2ndレグ   | 35,856 |
| 2010年12月1日  | セント・アンドルーズ | バーミンガム     | 2-1    | フットボールリーグカップ | 準々決勝       | 27,679 |

## 統計と記録
1887年のFAカップでの対戦以来、2010-11シーズン終了までに主要大会で通算120試合が行われ、ヴィラが51勝、バーミンガムが38勝、引き分けが31試合である。1895年7月7日に行われたファースト・ディヴィジョンの試合ではダービー史上最多の10得点（ヴィラ 7-3 バーミンガム）が記録された。1988年11月9日に行われたSimod Cupの試合ではダービー史上最大の6点差（ヴィラ 6-0 バーミンガム）が記録された。

### 統計
2011年1月16日時点
| ヴィラのホーム試合       | ヴィラのホーム試合 | ヴィラのホーム試合 | ヴィラのホーム試合 | ヴィラのホーム試合 | ヴィラのホーム試合 |
|                          | ヴィラ勝利         | 引き分け           | バーミンガム勝利   | ヴィラ得点         | バーミンガム得点   |
| ------------------------ | ------------------ | ------------------ | ------------------ | ------------------ | ------------------ |
| 1部リーグ                | 25                 | 13                 | 12                 | 91                 | 62                 |
| 2部リーグ                | 1                  | 1                  | 2                  | 3                  | 6                  |
| リーグ通算               | 26                 | 14                 | 14                 | 94                 | 68                 |
| FAカップ                 | 2                  | 0                  | 0                  | 5                  | 0                  |
| フットボールリーグカップ | 2                  | 1                  | 0                  | 6                  | 0                  |

| バーミンガムのホーム試合 | バーミンガムのホーム試合 | バーミンガムのホーム試合 | バーミンガムのホーム試合 | バーミンガムのホーム試合 | バーミンガムのホーム試合 |
|                          | バーミンガム勝利         | 引き分け                 | ヴィラ勝利               | バーミンガム得点         | ヴィラ勝利               |
| ------------------------ | ------------------------ | ------------------------ | ------------------------ | ------------------------ | ------------------------ |
| 1部リーグ                | 20                       | 13                       | 16                       | 74                       | 66                       |
| 2部リーグ                | 2                        | 0                        | 2                        | 7                        | 5                        |
| リーグ通算               | 22                       | 13                       | 18                       | 81                       | 71                       |
| FAカップ                 | 0                        | 1                        | 0                        | 0                        | 0                        |
| フットボールリーグカップ | 1                        | 0                        | 2                        | 3                        | 4                        |

| 全試合                   | 全試合     | 全試合   | 全試合           | 全試合     | 全試合           |
|                          | ヴィラ勝利 | 引き分け | バーミンガム勝利 | ヴィラ得点 | バーミンガム得点 |
| ------------------------ | ---------- | -------- | ---------------- | ---------- | ---------------- |
| 1部リーグ                | 42         | 26       | 32               | 158        | 136              |
| 2部リーグ                | 3          | 1        | 4                | 8          | 13               |
| リーグ通算               | 45         | 27       | 36               | 165        | 149              |
| FAカップ                 | 2          | 1        | 0                | 6          | 0                |
| フットボールリーグカップ | 4          | 1        | 1                | 10         | 3                |
| 通算                     | 51         | 29       | 37               | 182        | 152              |

### 記録
初対戦 / 初勝利
- 初対戦 :1887年11月5日（FAカップ、ヴィラ 4-0 スモール・ヒース）
- リーグ戦での初対戦 : 1894年9月1日（ヴィラ 2-1 スモール・ヒース）
- ヴィラのアウェー初勝利 : 1895年10月26日(1-4)
- バーミンガムのアウェー初勝利 : 1906年1月20日(1-3)

最多得点差
- 最多得点試合 : 7-3（1895年9月7日）
- ヴィラの最多得点差勝利 : 6-0（1988年11月9日）
- バーミンガムの最多得点差勝利 : 4-0（1968年9月21日）

連勝 / 不敗
- ヴィラの最多連続勝利記録: 6試合（2005年から2010年）
- バーミンガムの最多連続勝利記録: 5試合（1976年から1978年）
- ヴィラの連続不敗記録: 13試合（1887年から1905年）
- バーミンガムの連続不敗記録: 6試合（1933年から1935年、2002年から2005年）
- 最多連続引き分け記録:4試合（1949年から1955年）

## 得点者
ダービーで4得点以上を挙げた選手を記載している。
| 選手                         | 得点数 |
| ---------------------------- | ------ |
| ビリー・ウォーカー           | 11     |
| トム・ウォリング             | 7      |
| ジョン・キャンベル           | 5      |
| ジョン・デイヴィー           | 5      |
| ガブリエル・アグボンラホール | 4      |
| エリック・ホートン           | 4      |
| ジェリー・ヒッチェンス       | 4      |
| アンディ・グレイ             | 4      |

| 選手                     | 得点数 |
| ------------------------ | ------ |
| ジョー・ブラッドフォード | 8      |
| ジョニー・クロスビー     | 5      |
| ケン・リーク             | 5      |
| バリー・ブリッジス       | 4      |
| ジョージ・ブリッグス     | 4      |
| トレヴァー・フランシス   | 4      |
| アーサー・マウントニー   | 4      |

## 移籍
Doug Ellisは1960年代後半にバーミンガムの会長を務め、1968年にヴィラの会長に就任した。両クラブの会長を務めた人物はEllisひとりである。

### 選手

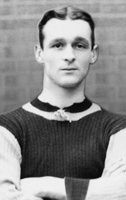
1920年に両クラブ間を移籍したハリー・ハンプトン

オールドファームダービーやノースウェスト・ダービーなどとは異なり、少なくない数の選手が両クラブを行き来している。ヴィラのスター選手であったハリー・ハンプトンは第一次世界大戦後にバーミンガムに移籍し、移籍先でセカンド・ディヴィジョンのタイトル獲得に尽力した。両クラブに在籍した著名選手を以下に挙げる。
ヴィラからバーミンガムへ
両クラブを直接移籍した選手に限って掲載している。このリストの選手以外にも、他クラブを経由して両クラブに在籍した選手がいる。UEFAチャンピオンズカップ優勝経験のあるデニス・モーティマーはヴィラのサポーターにクラブ史上最高の選手のひとりと崇められているが、1986-87シーズンにはバーミンガムに在籍した。ケヴィン・フィリップスは2005-06シーズンにヴィラに在籍し、ウェスト・ブロムウィッチ・アルビオンFCを挟んで2008年にバーミンガムに移籍した。
| 名前                     | 順位 | ヴィラ    | ヴィラ | ヴィラ | バーミンガム | バーミンガム | バーミンガム |
| 名前                     | 順位 | 期間      | 出場   | 得点   | 期間         | 出場         | 得点         |
| ------------------------ | ---- | --------- | ------ | ------ | ------------ | ------------ | ------------ |
| ハリー・ハンプトン       | FW   | 1904-1920 | 341    | 215    | 1920-1922    | 57           | 31           |
| スタン・リン             | DF   | 1950-1961 | 281    | 36     | 1961-1966    | 131          | 26           |
| ボビー・トムソン         | FW   | 1959-1963 | 140    | 56     | 1963-1967    | 114          | 23           |
| ロン・ワイリー           | FW   | 1958-1965 | 196    | 16     | 1965-1970    | 128          | 2            |
| ジョン・レーウェンフック | MF   | 1961-1967 | 226    | 1      | 1967-1971    | 30           | 0            |
| ノエル・ブレイク         | DF   | 1979-1982 | 4      | 0      | 1982-1984    | 76           | 5            |
| ロバート・ホプキンス     | FW   | 1979-1983 | 3      | 1      | 1983-1986    | 123          | 20           |
| デス・ブレムナー         | MF   | 1978-1984 | 174    | 9      | 1984-1989    | 168          | 5            |
| リアム・ロッジウェル     | DF   | 2001-2007 | 79     | 7      | 2007-        | 139          | 9            |
| クレイグ・ガードナー     | MF   | 2005-2010 | 80     | 6      | 2010-2011    | 42           | 9            |
| カーティス・デイヴィス   | DF   | 2008-2011 | 37     | 2      | 2011-2013    | 89           | 11           |

バーミンガムからヴィラへ
他クラブを経由して両クラブに在籍した主な選手には、イングランド代表のエミール・ヘスキーやUEFAチャンピオンズカップ優勝経験のあるピーター・ウィスなどがいる。クリス・サットンは2005-06シーズン終了後にバーミンガムを自由契約選手となり、2006-07シーズン中盤にヴィラと契約を結んだ。
| 名前                     | 順位 | バーミンガム | バーミンガム | バーミンガム | ヴィラ    | ヴィラ | ヴィラ |
| 名前                     | 順位 | 期間         | 出場         | 得点         | 期間      | 出場   | 得点   |
| ------------------------ | ---- | ------------ | ------------ | ------------ | --------- | ------ | ------ |
| ジョフ・ボーデン         | FW   | 1964-1971    | 221          | 79           | 1971-1974 | 97     | 22     |
| アラン・カービッシュリー | MF   | 1979-1983    | 130          | 11           | 1983-1984 | 36     | 1      |
| クリス・サットン         | FW   | 2006         | 10           | 1            | 2006-2007 | 8      | 1      |

### 監督
ロン・サンダースはヴィラの監督として1974-75シーズンと1976-77シーズンにフットボールリーグカップで優勝し、1980-81シーズンにはクラブを70年ぶりのリーグ優勝に導いた。1982年にヴィラの監督を辞任してバーミンガムの監督に就任した。アレックス・マクリーシュは2011年6月にバーミンガムの監督を辞任し、その5日後にヴィラの監督に就任した。ライバルクラブの強奪にバーミンガムのサポーターは強い衝撃を受け、両クラブの対抗意識がいっそう増した。
ヴィラからバーミンガムへ
| 名前             | ヴィラ    | ヴィラ                                                                                               | バーミンガム | バーミンガム |
| 名前             | 期間      | タイトル                                                                                             | 期間         | タイトル     |
| ---------------- | --------- | --- | ------------ | ------------ |
| ロン・サンダース | 1974-1982 | 1974–75 フットボールリーグカップ 1976–77 フットボールリーグカップ 1980–81 ファースト・ディヴィジョン | 1982-1986    |              |

バーミンガムからヴィラへ
| 名前                     | バーミンガム | バーミンガム                     | ヴィラ    | ヴィラ   |
| 名前                     | 期間         | タイトル                         | 期間      | タイトル |
| ------------------------ | ------------ | -------------------------------- | --------- | -------- |
| アレックス・マクリーシュ | 2007-2011    | 2010–11 フットボールリーグカップ | 2011-2012 | なし     |